# حسن الجريتلي
حسن الجريتلي هو مخرج وممثل مصري وُلد بالولايات المتحدة الامريكية في عام 1948، ودرس الدراما والادب الفرنسي في جامعة بريستول بالمملكة المتحدة ثُم حصل على دبلوم الدراسات العليا في الإخراج للوسائل السمعية والبصرية من جامعة السوربون بباريس في عام 1981، وأسّس في عام 1987 فرقة الورشة المسرحية التي كان لها الفضل في اكتشاف عدد من الممثلين الكبار الذين اشتهروا فيما بعد مثل عارفة عبد الرسول وسيد رجب وغيرهم.

## مسيرته الفنية
عمل حسن الجريتلي في بداية حياته المهنية ممثلًا بالمركز القومي الفرنسي للمسرح في مقاطعة ليموزان بفرنسا، ثُم عمل كمساعد مخرج ثم مخرج وأسس فرقة مسرحية بالمقاطعة حملت اسم «مسرح الأرض والريح» وقدمت هذه الفرقة في الفترة ما بين عامي 1975 و1980 عروضًا مسرحية عديدة قبل أن يعود إلى مصر في عام 1982 ليستقر بها ويعمل كمخرج في أحد مسارح الدولة، ثُم كمساعد للمخرج الراحل يوسف شاهين في عدد من الأفلام مثل «وداعًا بونابارت» و«اليوم السادس» ثُم كمساعد مخرج للمخرج يسري نصر الله في فيلم «سرقات صيفية» الذي عُرض في مهرجان كان السينمائي الدولي عام 1988. وفي عام 1987 أسس حسن الجريتلي «فرقة الورشة المسرحية» والتي قدمت العديد من العروض المسرحية المقتبسة عن نصوص عالمية وشاركت بها في عدد من المهرجانات والفعاليات المحلية والدولية، وفي عام 1988 عُين حسن الجريتلي مديرًا لأول مسرح تجريبي بالقاهرة ولكنه ما لبث أن استقال من منصبه في عام 1992 لكي يتفرغ لفرقة الورشة وللعمل المسرحي الحر.

## أعماله
| سنة العرض | اسم العمل         | نوع العمل | ملاحظات                                  |  |
| 2022      | أما عن حالة الطقس | فيلم      | شارك في الفيلم كممثل في دور حسني         |  |
| 2015      | زوايا             | مسرحية    | مخرج                                     |  |
| 2011      | حلاوة الدنيا      | مسرحية    | مخرج                                     |  |
| 1994      | غزير الليل        | مسرحية    | مخرج                                     |  |
| 1993      | داير داير         | مسرحية    | مخرج                                     |  |
| 1988      | سرقات صيفية       | فيلم      | شارك في الفيلم كممثل ومدرب تمثيل         |  |
| 1986      | اليوم السادس      | فيلم      | شارك في الفيلم كمساعد مخرج وكاتب سيناريو |  |
| 1985      | وداعًا بونابارت    | فيلم      | شارك في الفيلم كمساعد مخرج               |  |

## الجوائز والتكريمات
حظي المخرج حسن الجريتلي بتركيم العديد من الجهات محليا ودوليا، ومن أهم هذه التكريمات:
- التكريم من مهرجان القاهرة للمسرح التجريبي عام 2021.[12]

## روابط خارجية
- صفحة المخرج على موقع قاعدة بيانات الأفلام العربية